# Dubhe
Dubhe (Alfa Ursae Majoris, α UMa) – druga pod względem jasności gwiazda w konstelacji Wielkiej Niedźwiedzicy. Wchodzi w skład asteryzmu Wielkiego Wozu. Jest oddalona o około 123 lata świetlne od Słońca.

## Nazwa
Tradycyjna nazwa gwiazdy, Dubhe, pochodzi z języka arabskiego. Słowo ‏الدب‎ al dub oznacza „niedźwiedź” i jest fragmentem dłuższej frazy ‏ظهر الدب الاكبر‎ ẓahr al dub al akbar oznaczającej „grzbiet Wielkiej Niedźwiedzicy”. Bliższa oryginału forma Dubb pojawiła się w średniowiecznych tablicach alfonsyńskich. Międzynarodowa Unia Astronomiczna w 2016 formalnie zatwierdziła użycie nazwy Dubhe dla określenia tej gwiazdy.

## Charakterystyka obserwacyjna

Położenie w gwiazdozbiorze

Jest to najdalej wysunięta na północ gwiazda Wielkiego Wozu. Wraz z sąsiednią gwiazdą Merak (Beta Ursae Majoris) pomaga znaleźć na niebie słabszą Gwiazdę Polarną, czemu para ta zawdzięcza nazwę „wskaźników”. Dla obserwatorów powyżej 32°45′N (m.in. w całej Europie) gwiazdy te nigdy nie zachodzą.
Gwiazda ta wyróżnia się zauważalnie pomarańczową barwą wśród białych gwiazd Wielkiego Wozu. Dubhe i Alkaid mają także odmienny ruch własny niż pięć pozostałych gwiazd tworzących asteryzm i w czasie rzędu dziesiątek tysięcy lat jego wygląd zmieni się nie do poznania.

## Charakterystyka fizyczna
Jest to gwiazda poczwórna, system tworzą dwie gwiazdy spektroskopowo podwójne.
Główny składnik, Alfa Ursae Majoris A, czyli właściwa Dubhe, to żółty olbrzym należący do typu widmowego G9 o wielkości obserwowanej 2,00m. Ma on temperaturę 4500 K, jasność 300 razy większą niż jasność Słońca i 30 razy większy promień. Masa tej gwiazdy jest ponad czterokrotnie większa niż masa Słońca. Opuściła ona już ciąg główny, a w jej jądrze trwa synteza helu w węgiel.
Alfa Ursae Majoris B to biała gwiazda ciągu głównego o typie widmowym A7,5, wielkości 4,91m i masie 1,6–1,7 masy Słońca. Na niebie jest oddalona od olbrzyma o 0,7 sekundy kątowej (pomiar z 2014 roku). Gwiazdy te krążą wokół wspólnego środka masy, dzieli je odległość około 23 au od siebie, a jeden obieg zajmuje im 44 lata.
Ponad 400 razy dalej znajduje się gwiazda podwójna oznaczona HD 95638, również będąca składnikiem układu. Ma ona typ widmowy F7 V i wielkość gwiazdową 7,19m, jest oddalona o 380,6″ od olbrzyma. Jej widmo ukazuje, że układ ten tworzą dwie gwiazdy okrążające wspólny środek masy co 6 dni.